# The Rhythm of the Night
The Rhythm of the Night ist ein Eurodance-Lied der italienischen Band Corona aus dem Jahr 1993. Es wurde 1994 ein weltweiter Hit und war Wegbereiter für eine kurzlebige, aber sehr erfolgreiche Karriere der Band. Das Lied wurde seitdem mehrfach erfolgreich gecovert und gesampelt.

## Geschichte
Das Lied wurde 1993 von Giorgio Spagna (dem Bruder von Ivana Spagna), Francesco Bontempi und Annerley Gordon geschrieben und von Lee Marrow (dem Künstlernamen von Bontempi, auch unter den Pseudonymen Checco und Soul Train bekannt) produziert. Es entlehnt einige Elemente (unter anderem die Melodien der Strophen) aus dem Lied Save Me der Band Say When!, dessen Autoren Pete Glenister und Michael Gaffey ebenfalls in den Credits aufgeführt wurden. Die Vocals steuerte Giovanna Bersola (bekannt als Jenny B, sie war damals die Sängerin bei Playahitty) bei, sie wurde aber weder in den Credits erwähnt noch trat sie im Musikvideo auf. Stattdessen wurde das Model Olga de Souza als Gesicht von Corona engagiert.
Das Lied wurde am 4. November 1993 veröffentlicht, zuerst nur in Italien (auf dem Label DWA von Roberto Zanetti), Spanien (bei  Blanco y Negro Music), Deutschland (bei ZYX Music) und Griechenland (bei ToCo International). Es stieg in der dritten Chartwoche 1994 auf Platz 13 in die italienischen Charts von M&D ein und erreichte in der fünften Woche die Spitzenposition. Dort blieb es für acht Wochen. Insgesamt war es 33 Wochen lang platziert.
Nach dem beginnenden Erfolg in Italien folgte eine internationale Veröffentlichung. Gleichzeitig wurden mehrere Remix-Versionen veröffentlicht, unter anderem der Space Remix mit zusätzlichen Rapparts von Ice MC. Das erste Land mit einer Chartplatzierung war Frankreich, dort stieg es Anfang März 1994 auf Platz 27 ein. Es folgten diverse weitere Länder weltweit. In Großbritannien und den kanadischen Dancecharts konnte das Lied den zweiten, in Frankreich, Irland und Spanien den dritten Platz erreichen. Eine weitere Nummer-eins-Platzierung gelang jedoch außerhalb Italiens nicht.
Nachdem das Lied Ende Januar 1995 auch aus den britischen Charts wieder verschwunden war, erschien im März 1995 die Nachfolgesingle Baby Baby, die jedoch nur in einigen Ländern (unter anderem in ihrem Heimatland und in Großbritannien) an die Erfolge des Vorgängers anknüpfen konnte.

## Kommerzieller Erfolg

### Chartplatzierungen
| ChartsChartplatzierungen       | Höchstplatzierung | Wochen |
| ------------------------------ | ----------------- | ------ |
| Deutschland (GfK)              | 8 (25 Wo.)        | 25     |
| Italien (FIMI)                 | 1 (33 Wo.)        | 33     |
| Österreich (Ö3)                | 6 (13 Wo.)        | 13     |
| Schweiz (IFPI)                 | 4 (28 Wo.)        | 28     |
| Vereinigte Staaten (Billboard) | 11 (27 Wo.)       | 27     |
| Vereinigtes Königreich (OCC)   | 2 (19 Wo.)        | 19     |

| ChartsJahrescharts (1994) | Platzierung |
| ------------------------- | ----------- |
| Deutschland (GfK)         | 34          |
| Schweiz (IFPI)            | 10          |

| ChartsJahrescharts (1995)      | Platzierung |
| ------------------------------ | ----------- |
| Vereinigte Staaten (Billboard) | 54          |

### Auszeichnungen für Musikverkäufe
| Land/Region                  | Auszeichnungen für Musikverkäufe (Land/Region, Auszeichnung, Verkäufe) | Verkäufe  |
| ---------------------------- | ---------------------------------------------------------------------- | --------- |
| Australien (ARIA)            | Gold                                                                   | 35.000    |
| Dänemark (IFPI)              | Gold                                                                   | 45.000    |
| Deutschland (BVMI)           | Gold                                                                   | 250.000   |
| Frankreich (SNEP)            | Silber                                                                 | 125.000   |
| Italien (FIMI)               | Platin                                                                 | 100.000   |
| Neuseeland (RMNZ)            | Gold                                                                   | 5.000     |
| Spanien (Promusicae)         | Gold                                                                   | 30.000    |
| Vereinigtes Königreich (BPI) | Platin                                                                 | 600.000   |
| Insgesamt                    | 1× Silber · 5× Gold · 2× Platin ·                                      | 1.200.000 |

## Coverversionen
- 2002: Alex C. feat. Yasmin K.
- 2002: Clueless
- 2008: Hermes House Band (Platz 16 in Frankreich[29])
- 2008: Miguel Picasso (Platz 8 in Spanien[30])
- 2009: Christopher S. feat. Antonella Rocco
- 2010: Chris Garcia (Platz 16 in Frankreich[31])
- 2012: Cascada
- 2013: Bastille (Of the Night, Mashup mit Rhythm Is a Dancer von Snap!)
- 2014: Resaid
- 2014: Sean Finn
- 2015: 3LAU & Nom de Strip feat. Estelle
- 2016: Fedde Le Grand
- 2018: Maurice West & SaberZ
- 2019: Alex Christensen & The Berlin Orchestra feat. Yass
- 2020: The Black Eyed Peas & J Balvin (Bad Boys for Life Soundtrack)
- 2023: Vanessa Mai (Geiles Life)[32]

## Belege
1. ↑  Datenbank der GEMA
2. ↑  Corona – Rhythm of the Night bei Discogs, abgerufen am 4. Januar 2018
3. ↑  M&D-Chartarchiv. Musica e dischi, archiviert vom Original (nicht mehr online verfügbar) am 18. Mai 2015; abgerufen am 4. Januar 2018 (italienisch, kostenpflichtiger Abonnement-Zugang).  Info: Der Archivlink wurde automatisch eingesetzt und noch nicht geprüft. Bitte prüfe Original- und Archivlink gemäß Anleitung und entferne dann diesen Hinweis.
4. ↑  Top 10 der kanadischen Musikcharts aus dem RPM Magazine vom 20. Juni 1994, abgerufen am 4. Januar 2018
5. ↑  The Rhythm of the Night von Corona in den französischen Charts
6. ↑  The Irish Charts. In: irishcharts.ie. Abgerufen am 23. März 2024 (englisch).
7. ↑  Fernando Salaverri: Sólo éxitos: año a año, 1959–2002. 1. Auflage. Fundación Autor, Madrid 2005, ISBN 84-8048-639-2.
8. ↑  Chartplatzierung in Deutschland. In: offiziellecharts.de. Abgerufen am 9. Juli 2024.
9. ↑  M&D-Chartarchiv. Musica e dischi, archiviert vom Original (nicht mehr online verfügbar) am 18. Mai 2015; abgerufen am 19. August 2015 (italienisch, kostenpflichtiger Abonnement-Zugang; IT bis 1997).  Info: Der Archivlink wurde automatisch eingesetzt und noch nicht geprüft. Bitte prüfe Original- und Archivlink gemäß Anleitung und entferne dann diesen Hinweis.
10. ↑  Chartplatzierung in Österreich. In: austriancharts.at. Abgerufen am 9. Juli 2024.
11. ↑  Chartplatzierung in der Schweiz. In: hitparade.ch. Abgerufen am 9. Juli 2024.
12. ↑  Chartplatzierung in den USA. In: billboard.com. Abgerufen am 9. Juli 2024 (englisch).
13. ↑  Chartplatzierung in Großbritannien. In: officialcharts.com. Abgerufen am 9. Juli 2024 (englisch).
14. ↑  Jahrescharts 1994 in Deutschland. In: offiziellecharts.de. Abgerufen am 9. Juli 2024.
15. ↑  Jahrescharts 1994 in der Schweiz. In: hitparade.ch. Abgerufen am 9. Juli 2024.
16. ↑  Jahrescharts 1995 in den USA. In: longboredsurfer.com. Abgerufen am 9. Juli 2024 (englisch).
17. ↑  ARIA Top 50 Single for 1994. In: aria.com.au. Abgerufen am 20. Januar 2024 (englisch).
18. ↑  Certificeringer. In: ifpi.dk. Abgerufen am 20. Januar 2024 (dänisch).
19. ↑  Gold-/Platin-Datenbank. In: musikindustrie.de. Abgerufen am 20. Januar 2024.
20. ↑  Les 45 T. / Singles / Titres Certifiés en 1994. In: infodisc.fr. Abgerufen am 20. Januar 2024 (französisch).
21. ↑  Certificazione. In: fimi.it. Abgerufen am 9. Juli 2024 (italienisch).
22. ↑  Dean Scapolo: The Complete New Zealand Music Charts: 1966 – 2006. Maurienne House, 2007, ISBN 978-1-877443-00-8 (englisch).
23. ↑  Awards Record. In: elportaldemusica.es. Abgerufen am 20. Januar 2024 (spanisch).
24. ↑  Brit certified. In: bpi.co.uk. Abgerufen am 20. Januar 2024 (englisch).
25. ↑  Chartquellen Alex C. feat. Yasmin K.: DE AT CH
26. ↑  Chartquellen Hermes House Band: DE
27. ↑  Chartquellen Cascada: DE AT CH
28. ↑  Chartquellen Bastille: DE AT CH UK
29. ↑  The Rhythm of the Night der Hermes House Band in den französischen Charts
30. ↑  The Rhythm of the Night von Miguel Picasso in den spanischen Charts
31. ↑  The Rhythm of the Night von Chris Garcia in den französischen Charts
32. ↑  Jennifer Ullrich: Vanessa Mai teilt intimen Pärchen-Moment mit Andreas Ferber. In: watson.de. Watson, 14. Oktober 2023, abgerufen am 22. Oktober 2023.